# Sonnenstein (Turyngia)
Sonnenstein – gmina w Niemczech, w kraju związkowym Turyngia, w powiecie Eichsfeld.
Powstała 1 grudnia 2011 z połączenia ośmiu gmin wchodzących w skład wspólnoty administracyjnej Eichsfeld-Südharz. Gminy te stały się dzielnicami nowo utworzonej gminy. Są to: Bockelnhagen, Holungen, Jützenbach, Silkerode, Steinrode, Stöckey, Weißenborn-Lüderode i Zwinge.